# José Antonio Badía San Martín
José Antonio Badía San Martín (Ciudad Juárez, Chihuahua, 20 de julio de 1953) es un político mexicano, miembro del Partido Acción Nacional, fue Senador por el estado de Chihuahua durante la licencia concedida al propietario Gustavo Madero Muñoz. Es miembro honorario de la organización Desarrollo Humano Integral y Acción Ciudadana (DHIAC), grupo vinculado a El Yunque.
José Antonio Badía es Ingeniero Industrial egresado del Instituto Tecnológico de Ciudad Juárez, inicialmente ejerció su profesión en la industria maquiladora de Ciudad Juárez, en 1983 ingresó a la política afiliándose al PAN y siendo nombrado subdirector de Limpia en la administración municipal encabezada por Francisco Barrio Terrazas, en 1985 fue elegido diputado federal suplente de Héctor Mejía Gutiérrez, en 1986 fue secretario general del comité municipal del PAN y en 1989 presidente del mismo hasta 1991; en 1992 el presidente municipal Francisco Villarreal Torres lo designó director general de Servicios Públicos, en 1995 fue precandidato del PAN a presidente municipal compitiendo por la candidatura con Ramón Galindo Noriega y Abelardo Escobar Prieto, obteniendo la candidatura Galindo. Posteriormente a esto se dedicó a actividades privadas hasta 2006 en que fue elegido senador por el estado de Chihuahua como suplente del propietario Gustavo Madero Muñoz.
El 8 de febrero de 2011, Gustavo Madero solicitó licencia a su cargo de senador para desempeñar plenamente las funciones de Presidente Nacional del PAN, asumiendo José Antonio Badía la senaduría por el estado de Chihuahua, cesando en el encargo el 26 de abril de 2012 en que Madero se reincorporó a su cargo.